# Fudbalski Klub Lovćen
Il Fudbalski Klub Lovćen, meglio noto come Lovćen , è la sezione calcistica della società polisportiva montenegrina Lovcen, che ha sede a Cettigne. Milita nella Druga crnogorska fudbalska liga, seconda serie del campionato montenegrino di calcio.

## Strutture

### Stadio
Disputa le partite casalinghe allo stadio Obilića Poljana, impianto da 2.000 spettatori.

## Palmarès

### Competizioni nazionali
- Crnogorska republička liga: 7

1959-1960, 1962-1963, 1964-1965, 1973-1974, 1979-1980, 1981-1982, 1984-1985, 1989-1990, 1992-1993
- Coppa del Montenegro: 1

2013-2014
- Druga Crnogorska Liga: 1

2006-2007
- Treća crnogorska fudbalska liga: 1

2022-2023

### Competizioni regionali
- Cetinjski nogometni podsavez: 2

1924-1925, Primavera 1927

### Competizioni giovanili
- Juniorsko prvenstvo Jugoslavije u nogometu: 1

1945-1946

### Altri piazzamenti
- Campionato montenegrino:

Secondo posto: 2013-2014
- Coppa del Montenegro:

Finalista: 2008-2009, 2018-2019
Semifinalista: 2015-2016
- Druga Crnogorska Liga:

Terzo posto: 2017-2018

## Statistiche e record

### Statistiche nelle competizioni internazionali
Tabella aggiornata alla fine della stagione 2018-2019.
| Competizione                  | Partecipazioni | G | V | N | P | RF | RS |
| ----------------------------- | -------------- | - | - | - | - | -- | -- |
| Coppa UEFA/UEFA Europa League | 1              | 2 | 0 | 1 | 1 | 0  | 1  |

## Organico

### Rosa 2015-2016
| N. |                       | Ruolo | Calciatore              |
| -- | --------------------- | ----- | ----------------------- |
| 1  | Montenegro (bandiera) | P     | Jovan Perović           |
| 2  | Montenegro (bandiera) | D     | Miloš Radunović         |
| 3  | Montenegro (bandiera) | D     | Vuk Martinović          |
| 4  | Montenegro (bandiera) | D     | Vladan Tatar (capitano) |
| 5  | Montenegro (bandiera) | D     | Marko Draganić          |
| 6  | Montenegro (bandiera) | D     | Janko Simović           |
| 7  | Montenegro (bandiera) | C     | Balša Radović           |
| 8  | Montenegro (bandiera) | A     | Luka Merdović           |
| 10 | Montenegro (bandiera) | A     | Dejan Bogdanović        |
| 11 | Montenegro (bandiera) | C     | Nikola Draganić         |
| 12 | Montenegro (bandiera) | P     | Mićo Perović            |
| 13 | Giappone (bandiera)   | C     | Hirofumi Ueda           |

| N. |                       | Ruolo | Calciatore       |
| -- | --------------------- | ----- | ---------------- |
| 14 | Montenegro (bandiera) | C     | Nenad Brnović    |
| 15 | Montenegro (bandiera) | D     | Srđa Kosović     |
| 17 | Montenegro (bandiera) | D     | Nenad Vujović    |
| 19 | Montenegro (bandiera) | C     | Draško Božović   |
| 20 | Montenegro (bandiera) | C     | Luka Vujanović   |
| 22 | Montenegro (bandiera) | C     | Milan Vušurović  |
| 23 | Giappone (bandiera)   | C     | Yusaku Toyoshima |
| 27 | Montenegro (bandiera) | P     | Nikola Marčelja  |
| -  | Montenegro (bandiera) | C     | Marko Đurović    |
| -  | Montenegro (bandiera) | C     | Ivan Delić       |
| -  | Montenegro (bandiera) | A     | Milan Đurišić    |

### Staff tecnico
- Allenatore: Mojaš Radonjić
- Vice allenatore : Đuro Mijušković
- Assistente tecnico : Dragan Drašković